# Jean-Jacques Haffner
Pour les articles homonymes, voir Haffner.
Jean-Jacques Haffner est un aquarelliste, professeur d'architecture et architecte français, né le 17 juin 1885 à Sainte-Marie-aux-Mines et mort le 20 mars 1961 à Paris.

## Biographie

### Formation et études
Il est l'élève de Laloux à l'École des beaux-arts, diplômé le 13 novembre 1918.
Engagé volontaire sous le nom de « Potier », Sergent du Génie et Croix de guerre en 1914-1918, il est décoré de la Légion d'honneur en 1923,.

### Carrière
En 1919, il présente le prix de Rome d'architecture, le sujet est le « Palais pour la Ligue des Nations, à Genève », il reçoit le « premier grand prix de Rome » avec Jacques Carlu,.
Il est professeur d'architecture à Harvard de 1922 à 1936. Il fera plusieurs traversées entre la France et les États-Unis durant cette période, en 1922 sur le Rochambeau, en 1923 et en 1924 sur le Lafayette.
Il est membre de The American Institute of Architects (AIA) de 1924 à 1936 et membre honoraire depuis 1959.
Il est membre de la Society of Watercolor Painters de Boston en 1929.
Il fut architecte du Louvre de janvier 1944 à décembre 1952.
Il fut Architecte en chef des bâtiments civils et palais nationaux.

### Mort
Il est inhumé au cimetière du Montparnasse (division 6).

## Publications
Compositions de jardins, Vincent, Fréal & cie., 1931

## Expositions
En 1921, exposition d'aquarelles et de gouaches à la galerie « Artes », 8 rue Tronchet à Paris.
En 1932 à la Grace Horne Gallery de Boston.

## Œuvres
Après guerre, restauration des bâtiments de la Résidence de France ou Villa Andalouse à Madrid.
Rénovation de la Casa de Velázquez à Madrid, les travaux commencèrent en 1954 et furent achevés en 1958.